# Водокачка (Пасеговское сельское поселение)
 Водока́чка  — опустевшая деревня в Кирово-Чепецком районе Кировской области России. Входит в состав Пасеговского сельского поселения. На месте деревни находится СДТ Энергостроитель.

## География
Деревня находилась в центральной части области, в подзоне южной тайги, в 4 км от села Кстинино, на расстоянии примерно 13 км по прямой на юго-запад от центра поселения села Пасегово на правом берегу реки Быстрица.

## Климат
Климат характеризуется как континентальный, с продолжительной холодной многоснежной зимой и умеренно тёплым коротким летом. Среднегодовая температура — 1,3 — 1,4 °C. Средняя температура воздуха самого холодного месяца (января) составляет −14,4 — −14,3 °C (абсолютный минимум — −35 °С); самого тёплого месяца (июля) — 17,6 — 17,8 °C (абсолютный максимум — 35 °С). Безморозный период длится в течение 114—122 дней. Годовое количество атмосферных осадков — 500—700 мм, из которых около 70 % выпадает в тёплый период. Снежный покров устанавливается в середине ноября и держится 160—170 дней.

## Топоним
В том же Кирово-Чепецком районе есть нп Железнодорожная Водокачка № 1, а на 2002 год числились два населённых пункта под названием Водокачка: одна входила в Кстининский сельский округ, другая в Пасеговский сельский округ. Аналогичные названия в Кировской области: железнодорожная водокачка 911 км, Железнодорожная Водокачка.

## История
Деревня упоминается в документах 1978 года.

## Население
По Всесоюзной переписи населения 1989 года учтено 3 жителя, из них 2 мужчин, одна женщина (Итоги Всесоюзной переписи населения 1989 года по Кировской области [Текст] : сб. Т. 3. Сельские населенные пункты / Госкомстат РСФСР, Киров. обл. упр. статистики. — Киров:, 1990. — 236 с. С.80).
Постоянное население не было учтено как в 2002 году, так и в 2010.

## Инфраструктура
Водозаборное сооружение (водокачка).

## Транспорт
Просёлочные и лесохозяйственные лесные дороги.